# إقليم الخميسات
إقليم الخميسات هو أحد الأقاليم المغربية، وعاصمته مدينة الخميسات. الإقليم يقع شرق العاصمة الرباط ويضم 563.036 نسمة (إحصاء 2024). وقد أحدث إقليم الخميسات بموجب ظهير 13 أغسطس 1973 ويمتد على مساحة 8.305 كيلومتر مربع، ويصل عدد سكانه إلى حوالي 563.036 حسب إحصائيات 2014 بمعدل 67 نسمة في الكيلومتر المربع

## المناطق الكبرى
| الدائرة            | القيادة أو الباشوية                 | الجماعة                                  | عدد السكان (2 سبتمبر 2004) |
| ------------------ | ----------------------------------- | ---------------------------------------- | -------------------------- |
| الخميسات           | آيت ميمون                           | الجماعة القروية أيت سيبرن                | 5.232                      |
| الخميسات           | آيت ميمون                           | الجماعة القروية أيت ميمون                | 10.236                     |
| الخميسات           | المصغرة آيت يدين                    | الجماعة القروية الكنزرة                  | 13.404                     |
| الخميسات           | المصغرة آيت يدين                    | الجماعة القروية أيت يدين                 | 19.461                     |
| الخميسات           | المصغرة آيت يدين                    | الجماعة القروية الصفاصيف                 | 8.051                      |
| الخميسات           | أيت أوريبل                          | الجماعة القروية أيت اوريبل               | 10.224                     |
| الخميسات           | أيت أوريبل                          | الجماعة القروية مجمع الطلبة              | 16.698                     |
| الخميسات           | الغندور سيدي علال المصدر            | الجماعة القروية سيدي علال المصدر         | 8.740                      |
| الخميسات           | الغندور سيدي علال المصدر            | الجماعة القروية سيدي الغندور             | 18.587                     |
| الخميسات           | باشوية الخميسات                     | الجماعة الحضرية الخميسات                 | 105.088                    |
| أولماس             | المعازيز                            | الجماعة القروية المعازيز                 | 12.171                     |
| أولماس             | المعازيز                            | الجماعة القروية حودران                   | 6.572                      |
| أولماس             | أيت ايكو                            | الجماعة القروية أيت ايكو                 | 10.676                     |
| أولماس             | تيداس                               | الجماعة القروية تيداس                    | 11.831                     |
| أولماس             | أولماس                              | الجماعة القروية أولماس                   | 19.014                     |
| أولماس             | أولماس                              | الجماعة القروية بوقشمير                  | 4.454                      |
| أولماس             | أولماس                              | الجماعة القروية أيت ايشو                 | 2.213                      |
| الرماني            | البراشوة                            | الجماعة القروية البراشوة                 | 12.371                     |
| الرماني            | مولاي إدريس أغبال - جمعة مول البلاد | الجماعة القروية مولاي ادريس أغبال        | 5.603                      |
| الرماني            | مولاي إدريس أغبال - جمعة مول البلاد | الجماعة القروية الجمعة مول البلاد        | 6.429                      |
| الرماني            | الغوالم                             | الجماعة القروية الغوالم                  | 12.560                     |
| الرماني            | مرشوش                               | الجماعة القروية مرشوش                    | 11.075                     |
| الرماني            | مرشوش                               | الجماعة القروية عين السبيت               | 11.411                     |
| الرماني            | الزحيلكة                            | الجماعة القروية الزحيلكة                 | 15.506                     |
| الرماني            | باشوية الرماني                      | الجماعة الحضرية الرماني                  | 12.172                     |
| تيفلت              | سيدي عبد الرزاق                     | الجماعة القروية سيدي عبد الرزاق          | 14.019                     |
| تيفلت              | سيدي عبد الرزاق                     | الجماعة القروية مقام الطلبة              | 14.705                     |
| تيفلت              | بني عمرو آيت زكري                   | الجماعة القروية أيت بلقاسم               | 4.915                      |
| تيفلت              | بني عمرو آيت زكري                   | الجماعة القروية الخميس سيدي يحيى         | 6.562                      |
| تيفلت              | بني عمرو ايت زكري                   | الجماعة القروية ايت بويحيى الحجامة       | 5.514                      |
| تيفلت              | سيدي علال البحراوي                  | الجماعة القروية آيت مالك                 | 4.326                      |
| تيفلت              | سيدي علال البحراوي                  | الجماعة القروية آيت إعلي ولحسن           | 5136                       |
| تيفلت              | عين الجوهرة سيدي بوخلخال            | الجماعة القروية عين الجوهرة سيدي بوخلخال | 16.639                     |
| تيفلت              | باشوية تيفلت                        | الجماعة الحضرية تيفلت                    | 69.640                     |
| سيدي علال البحراوي | باشوية سيدي علال البحراوي           | الجماعة الحضرية سيدي علال البحراوي       | 29.107                     |

## الانتماء الجهوي
ينتمي إقليم الخميسات إلى جهة الرباط سلا القنيطرة.

### التقسيم الإداري
يضم إقليم الخميسات 4 دوائر و13 قيادة و31 جماعة قروية و4 بلديات.
1. دائرة الخميسات، عدد سكانها: 521.815 نسمة حسب إحصاء 2004 وتضم 9 جماعات قروية.
2. دائرة تيفلت، عدد سكانها 152.036 نسمة وتضم 8 جماعة قروية.
3. دائرة الرماني، عدد سكانها: 20.137 نسمة وتضم 7 جماعات قروية. وهي منضوية وخاضعة قسرا إلى نفوذ عمالة الخميسات في إطار تقسيم إداري عقابي.
4. دائرة والماس، عدد سكانها:669.931 نسمة وتضم 7 جماعات قروية.

## التضاريس والمناخ
يتكون إقليم الخميسات من هضبة ساحلية ومنطقة داخلية.

### التضاريس
يغطي إقليم الخميسات مساحة هامة من وسط المغرب حيث تحده هضاب الشاوية والغرب، مناطق جبلية والمحيط الأطلسي ويتكون من وحدتين رئيسيتين هما:
1. النجد الساحلي: يرتفع عن سطح البحر ب 500 م ويغطي مناطق زمور وزعير ويتميز باحتوائه مرتفعات تميل إلى الانحدار نحو البحر وأودية تنتشر على شكل أحواض.
2. المنطقة الداخلية: (ارتفاع على مستوى البحر يفوق 500م) وتضم مرتفعات زعير وناحية والماس.

### المناخ
مناخ المنطقة من النوع الشبه الحار، ويتميز بتساقطات سنوية متوسطة تتراوح ما بين 300 و 600 مليمتر، هذه التساقطات تتنوع حسب الارتفاع، ويلاحظ هذا التنوع في جنوب الإقليم وبالتحديد منطقة والماس حيث يصل معدل التساقطات 800 مليمتر سنويا وجلها تتوزع في فترة ما بين شهري أكتوبر وماي.

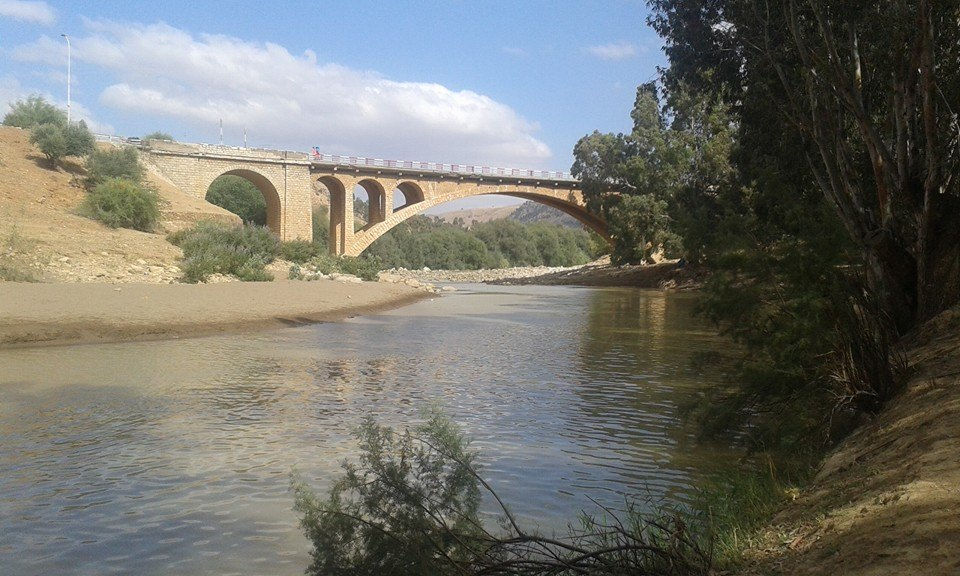
واد بحت

أما فيما يخص الحرارة فالمعدل اليومي يتراوح ما بين 15 و 19 درجة ماعدا فصل الصيف وبالتحديد شهري يونيو وغشت حيث تتراوح ما بين 34 و 36 درجة كما أنها تنخفض إلى أدنى مستوى لها خلال الشهور الباردة(دجنبر- يناير- فبراير)حيث تتراوح درجة الحرارة ما بين 10 و 12 درجة.

### الشبكة المائية
تتكون الشبكة المائية بإقليم الخميسات من عدة مجاري وبالتحديد وادي بهت ومجاريه التي تنبع من الهضبة الوسطى وتمر عبر الأحواض التي تصب في مساحات شاسعة والتي تقدر ب 14.250 كلم مربع.
- المنطقة الداخلية: تشكل أغلب تراب الإقليم وتتميز بمناخ شبه قاري وشبه جاف يتسم بفصل شتاء معتدل.

## سكان الإقليم
يتكون إقليم الخميسات من قبائل زمور زيان زعير، هذه الأخيرة لا زالت تطالب برفع الوصاية الإدارية لعمالة الخميسات عن تراب نفوذ دائرة الرماني، والجدير بالذكر أن قبائل زمور لم تستقر بالأراضي التي توجد بها حاليا إلا بعد النصف الثاني من القرن 19، ذلك أن شيوخهم وإلى عهد قريب لا زالوا يذكرون مشاركتهم في حروب سنة 1890 ضد قبائل بني أحسن، فكل أبناء زمور اخذوا عن أجدادهم أنهم كانوا يعيشون في المناطق الجبلية في الأطلس المتوسط بعد أن نزحوا إليها من الجنوب المغربي، كما هو الشأن بالنسبة لقبائل زعير وبذلك تكون قبائل زمور قد أتمت جميع مراحل الهجرة من الجنوب إلى الشرق من الشمال في اتجاه الغرب التي أتت منه في بداية القرن 16.
وانطلاقا من القرن 18 بدأت في الانسحاب من مناطق عين اللوح وازرو في اتجاه الهضبة الساحلية التي تشكل الجزء الأكبر من إقليم الخميسات، في حين استقرت أقلية من القبائل: آيت عبو، آيت اوريبل وآيت يدين ما بين 1830 و 1860 بالمنطقة التي تسكنها حاليا متحملة في سبيل ذلك ظروف عيش صعبة في أواخر القرن 19. وعند وصول قبائل زمور إلى الناحية الغربية من غابة المعمورة التي كانت آنذاك بين أيدي بني أحسن، اكتفت بالرعي بعد أن كانت تسيطر على جل القبائل التي كانت تقطن بالسهول، ولم يكن يسمح لقطعانها بتجاوز حدود معينة في اتجاه الجبال التي يرفض سكانها في الغالب ماشية أجنبية عن قطعانهم.
وفي أواخر العقد الأخير من القرن 19، سعت هذه القبائل إلى الاستيلاء على غابات المعمورة بنهج طريقة توسعية تستند على الغزو، مما مكنها بفضل تلاحم قبائلها من الاستيلاء على مناطق جديدة للرعي الشيء الذي سمح لأبنائها بالتنقل بماشيتهم ما بين المناطق الواقعة بين السهول وغابات المعمورة.
أما القبائل الأخرى(كزعير)، بني عامر، آيت علي ولحسن، القطبيين، مزورفة والخزازنة، فقد ظلت لحقبة طويلة تهتم بالفلاحة في الهضبة التي كانت تحتلها إلى جانب إدارتها للغابة.
وهكذا، فإلى حدود العقد 1890-1895 كانت قبائل زمور تعتمد على الرعي متنقلة بين الحقول التي في حوزتها والأراضي الرعوية التي كانت مخصصة لهذا الغرض والغابات المجاورة، إلى أن أصبحت هذه الأخيرة منطقة تخضع لسيطرتها، مع مطلع القرن 20، في منطقة جغرافية محددة تقع بين القبائل المجاورة من أصل عربي وهي قبائل زعير وبني أحسن.
وانطلاقا من العوامل السالفة، فإن قبائل زعير التي تعتبر جزءا من بني معقل المنحدرة من الصحراء إبان هجرة بني هلال، كانت في الغالب قبائل رحل وجدت نفسها مضطرة إلى احتلال الهضبة الكبرى(هضبة زعير التي كانت تغطي مساحتها الغابات حتى العقد الأول من القرن 18) محتفظة مع ذلك بوسيلة النقل التي كانت تستعمل في الصحراء ونقصد بها الجمال التي كانت موجودة بكثرة بمنطقة كلميم بالصحراء المغربية.

## قطاع التعليم
تتوفر نيابة الخميسات على 173 مؤسسة تعليمية منها 131 بالعالم القروي، ويبلغ عدد الموظفين بالموارد البشرية 4020 أستاذ وأستاذة، منهم 2458 أستاذ وأستاذة بالمؤسسات الابتدائية، و 899 أستاذ وأستاذة بالثانوي الإعدادي و 663 أستاذ وأستاذة بالثانوي التأهيلي حسب إحصائيات النيابة الإقليمية لوزارة التربية الوطنية بالخميسات.
غياب الجامعات يشكل العائق الأول أمام التلاميذ الراغبين في إكمال دراستهم في المسلك الجامعي، مما يفرض ضغوطا نفسية واجتماعية على التلاميذ ويلزم عليهم شد الرحال إلى العاصمة الإدارية الرباط أو مدينة القنيطرة أو حتى إلى العاصمة الإسماعيلية مكناس وفاس العاصمة العلمية.

## القطاع الغابوي
يعتبر إقليم الخميسات من الأقاليم الغنية بثروته الغابوية عل الصعيد الوطني سواء من حيث شساعة الغطاء الغابوي وتنوع الأشجار المكونة له، حيث تغطي الغابات بالإقليم ما يفوق270000 هكتارا جلها غابات طبيعية في حين تبلغ مساحات الغابات المحدثة بواسطة التشجير ما يناهز 43000 هكتارا من مجموع المساحة الغابوية.
وتتكون الثروة الغابوية بإقليم الخميسات من الأصناف التالية:
1. - غابات البلوط الفليني تمثل 64500 هكتارا بنسبة 24 في المائة
2. - غابات البلوط الأخضر 48000 هكتارا أي بنسبة 18 في المائة
3. - غابات العرعار 39000 هكتارا أي بنسبة 15 في المائة
4. - غابات الأشجار الثانوية: الزيتون البري- الدرو 705000 هكتارا بنسبة 25 في المائة
5. - التشجير الاصطناعي:الكليبتوس-الصنوبريات 43 هكتارا بنسبة 16 في المائة

ومن خلال هذا الجرد يتبين أن غابات البلوط الفليني هي الأكثر انتشارا بالإقليم تليها غابات البلوط الأخضر ثم العرعار، كما توجد مساحات مهمة من الأشجار الثانوية التي تلعب أدوارا بيئية أكثر مها إنتاجية.

## قطاع السكنى والتعمير
استجابة للطلب المتزايد على السكن، قامت مندوبية السكنى والتعمير، وبعض المنظمات، بتنسيق مع الوزارة الوصية بإقليم الخميسات بإعداد مجموعة من المشاريع من قبيل المراكز الحضرية والقروية، إضافة إلى مشاريع في طور الإنجاز وأخرى منجزة أعطيت انطلاقتها وهي الآن في المراحل النهائية من الإنجاز.

## الموارد الاقتصادية بالإقليم
تعتبر الفلاحة أهم مورد اقتصادي رئيسي بالإقليم ومرد عيش غالبية السكان الذين يعيشون بالعالم القروي ويقدر عددهم ب 310.567 نسمة حسب إحصاء 2004، أضف إلى هذا أن الإقليم يتوفر على موارد فلاحية كبيرة ومتنوعة حيث يتكون من مساحة هامة من الأراضي الصالحة للزراعة والتي تتميز بتربتها الغنية كالتيرس، الحمري والحرش، زد على ذلك انتشار زراعات أخرى كالحبوب والقطاني والخضراوات ثم تربية المواشي التي لازمت حياة السكان بالإقليم منذ أمد بعيد.
وتقدر مساحة الأراضي الصالحة للزراعة بحوالي 778.350 هكتار وتتوزع على الشكل التالي:
- الأراضي الصالحة للزراعة تقدر مساحتها بحوالي 372.651 بنسبة 48 في المائة.
- الغابات وتقدر مساحتها بحوالي 267.820 بنسبة 34.41 في المائة.
- الأراضي غير الصالحة للزراعة وتقدر مساحتها بحوالي137.879 هكتارا بنسبة 17.71 في المائة.

وإلى جانب الفلاحة تعتبر تربية المواشي من القطاعات الحيوية نظراً للأهمية الكبيرة التي تساهم بها في الاقتصاد بالمنطقة، إذ يتوفر الإقليم على عدد كبير من رؤوس الأبقار والأغنام وهذا راجع إلى توفره على مساحات كبيرة من المراعي، ويقدر عدد رؤوس الأبقار والأغنام بحوالي 138 ألف و 600 رأسا(حسب إحصائيات 2004).
أما فيما يخص القطاع الصناعي، فلا زال يحتل مكانة لا ترقى إلى مستوى تطلعات السكان نظرا لعدة عوامل أهمها غياب المستثمرين من جهة والركود الذي يعرفه القطاع من جهة ثانية، ذلك أن مدينة الخميسات كانت تتوفر على منطقتين صناعيتين بهما معملان لخياطة الملابس الجاهزة ومطحنة زمور لإعداد الدقيق ومعمل لصناعة الخزف يشغل أزيد من 300 عامل، إلا أن أكبر خسارة هي إغلاق معمل«سيكوسيط» الذي كان يشغل ما يقارب 500 عامل وعاملة، ما يعني أن مورد 800 عائلة قد ذهب أدراج الرياح بعد إغلاق جل المعامل وهكذا وجد العمال أنفسهم معرضين للتشرد والضياع واغلبهم من النساء، بل الأكثر من هذا أن البعض منهم أصبح مهددا في حياته بسبب الديون التي راكموها من شركة السلفات الصغرى، ويرجع ذلك إلى اعتقاد بعضهم بأن مورد عيشهم يسير في اتجاه مستقر ولا مراء في ذلك إلا أنهم فوجئوا بإغلاق المعامل لأسباب يعرفا الخاص والعام، لا سيما وأن السلطات بقيت تتفرج على الوضع وعجزت عن إيجاد حل توافقي بين أرباب المعامل والنقابات.. ومن ثم بدأت ظاهرة الهجرة إلى الشمال قصد البحث عن العمل هناك، لمن توفرت له ظروف الاشتغال في المعامل، في ظروف قاسية تتمثل في السكن وغلاء المعيشة.

## قطاع الصناعة التقليدية
تحتل الصناعة التقليدية بالإقليم مكانة هامة بعد القطاع الفلاحي وتريبة المواشي في النشاط سوسيو-اقتصادي بالمنطقة، حيث تكون مورد عيش طبقة كبيرة من ساكنة الإقليم.
وحسب الإحصائيات الأخيرة، يحتل قطاع الصناعة التقليدية مكانة مميزة في المساهمة في توفير فرص الشغل بالإقليم، إذ يشغل ما بين 17.00 إلى 20.000 صانع تقليدي، 66 بالمائة منهم نساء، يتفنن في صناعة الزربية، الحنبل والحنديرة، فيما الرجال يحترفون مهنة النجارة، النحت على الخشب، النقش على الزليج والنقش على الحجر.

## قطاع السياحة
يتوفر إقليم الخميسات على مؤهلات طبيعية، ثقافية وسياحية تبقى إلى حد ألان غير مستغلة بسبب انعدام البنيات التحتية الرئيسية.

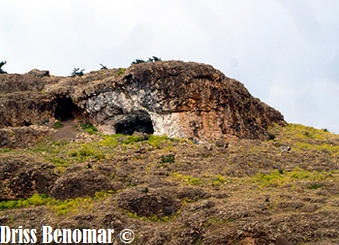
مغارة ايفري عمرو موسى

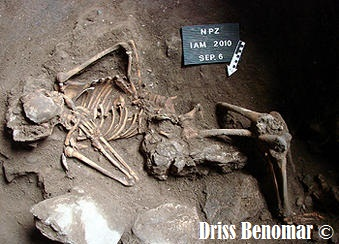
هيكل عظمي أثري من العصر الجراسي

توجد أماكن سياحية عدة في مدينة الخميسات، ونظرا لقلتها لم تلق العناية اللازمة من قبل الجهات المعنية، وهنا بالضبط نتحدث عن أعرق وأقدم مغارة في الإقليم إذ تم العثور بداخلها على هياكل عظمية بشرية لإنسان عاش الحضارة الجراسية (1800 / 2400 قبل الميلاد).
وتعد مغارة «إيفري عمرو موسى». إحدى هذه الاكتشافات التي لم تلق العناية اللازمة من قبل الجهات المعنية رغم أن اكتشافها يعد الأول من نوعه في تاريخ الاكتشافات الأثرية بشمال إفريقيا.
فهذا الاكتشاف الذي لقي صدى واسعا لدى عدد كبير من الباحثين في علم الأركيولوجيا بالخارج ووصفه الكثيرون بالاكتشاف الاستثنائي كونه يعود إلى حقبة ما قبل التاريخ. لم تعره الجهات المعنية سواء الوطنية أو الجهوية أو المحلية أدنى اهتمام.
وأغلب الأشياء الأثرية التي عثر عليها داخل المغارة هي أدوات مصنوعة من عظام الحيوانات وكسرات من الفخار الجرسي الشكل. وبقايا عظام حيوانات لم يعد لها وجود بشمال إفريقيا. وأدوات معدنية صنعت من النحاس (الفترة الحجرية-النحاسية) بجانب حجيرات من المعدن وأخرى صنعت من عظام الحيوانات. كالإبر ذات الثقب كانت تستخدم لعدة أغراض. وخاصة في الزينة.
وتبقى الغاية من هذه الاكتشافات هو التعريف بمنطقة زمور التي كانت نشيطة قبل التاريخ عكس ما تعيشه اليوم من ركود. وكذا المساهمة في جعل هذه الاكتشافات قاطرة لتنمية المنطقة. وتحسيس أصحاب القرار بأهمية هذه المواقع في التنمية المستدامة. والوعي بأهميتها وذلك بتخصيص اعتمادات مالية لتأهيل هذا الموقع وجعله منطقة جذب سياحية بامتياز.

### مآثر إسلامية تاريخية

#### المسجد العتيق بالخميسات

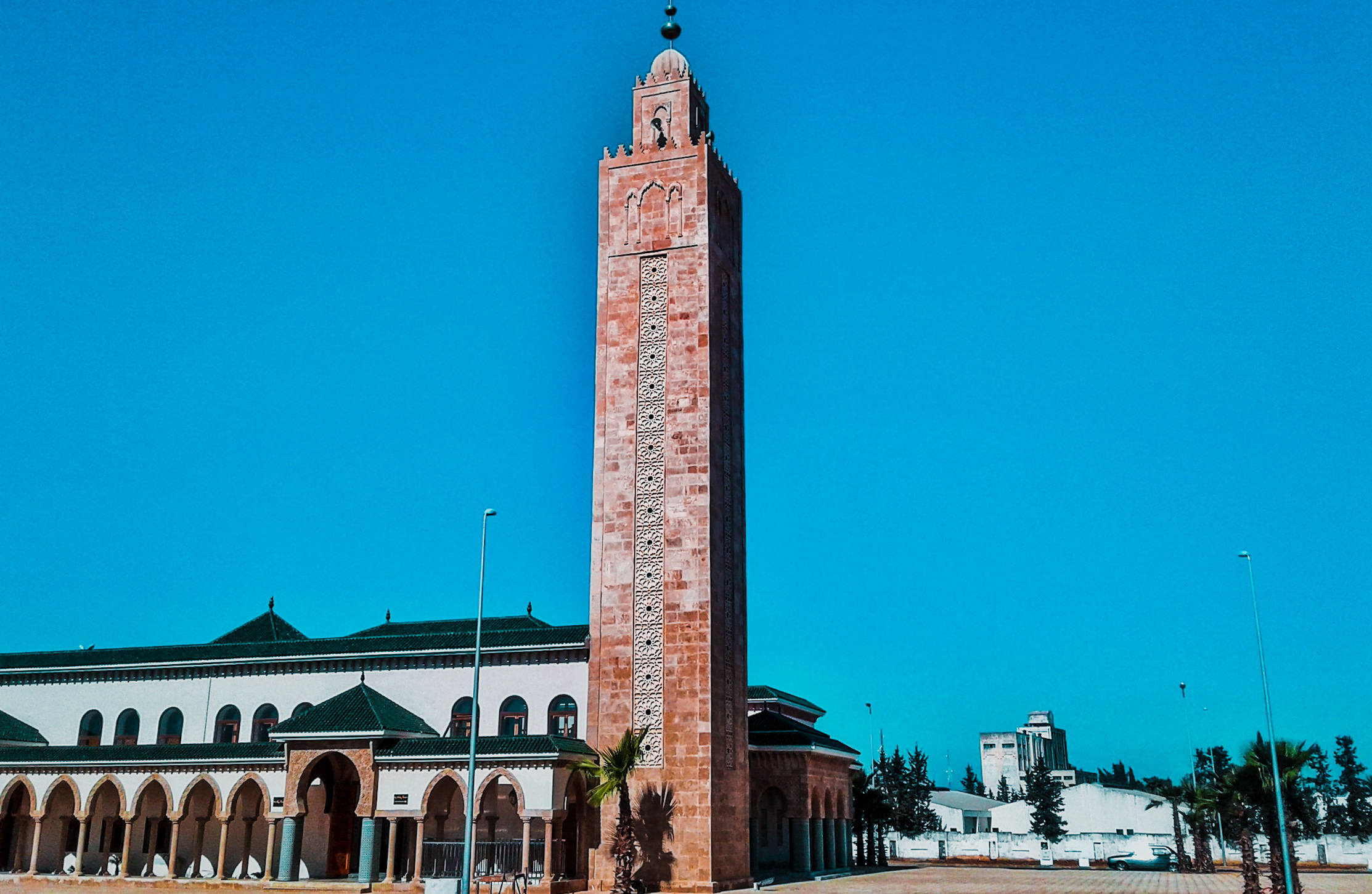
المسجد

يعتبر المسجد العتيق بالخميسات من أعرق المساجد وأقدمها، حيث تأسس في ثلاثينيات القرن الماضي باكتتاب من سكان قرية الخميسات آنذاك، ومن بعض وجهاء قبائل زمور، ثم ساهمت في تشييده بعد ذلك أحباس سلا بأمر من السلطان محمد الخامس.
وذكر المؤرخون أن المسجد العتيق شيد بالخميسات في الوقت الذي احتدم فيه الصراع حول السياسة البربرية، إذ سمح الفرنسيون ببنائه لتغطية نواياهم السياسية في إقامة كنيسة بزمور، تلك الكنيسة التي أطلقوا عليها اسم القديسة «تيريزا»، ومن المؤرخين الذين تحدثوا عن هذه المعلمة الدينية العظيمة وأعجبوا بها الشريف النقيب مولاي عبد الرحمان بن زيدان، في مؤلفه «إتحاف أعلام الناس».
ومنهم من ذكر أن أول مظاهرة كبرى اندلعت بالخميسات بتاريخ 22 أكتوبر 1937، انطلقت من هذا المسجد لفضح نوايا السياسة الفرنسية الاستعمارية التفريقية المجسدة في الظهير البربري. وظل طيلة فترة الحماية وبعدها بقليل، خلال عهد الاستقلال المجيد، المسجد الوحيد الذي تؤدى فيه صلاة الجمعة بمنطقة الخميسات.
كما انتهى إلى علمنا من أفواه عدد من رجال المقاومة وأعضاء جيش التحرير بالإقليم الذين حاورناهم، بأن جلالة محمد الخامس قام بالصلاة بهم في ثلاثينيات القرن الماضي أثناء زيارته لمنطقة الخميسات. وطوال العقود الماضية تخرج عدد كبير من أئمة المنطقة الذين درسوا وحفظوا القرآن الكريم بهذا المسجد.
ومنذ ذلك التاريخ والمسجد العتيق يؤدي رسالته الدينية باقتدار وتوهج، إذ ظل على الدوام الوجهة المفضلة للمصلين من أبناء مدينة الخميسات وزوارها، وقد قام عدد من المحسنين بتوسعته سنة 1943 بعدما ضاقت رحابه بالمصلين. وفي كنفه يحس المصلي بطمأنينة وسكينة أخاذتين ويغمره إحساس روحاني رباني لا نظير له.
كما شهدت رحابه تكوين أول جمعية لحفاظ القرآن الكريم بالخميسات، تولت تلاوة القرآن يوم الجمعة بلسان واحد، ضدا عن سياسة المستعمر الفرنسية الرامية إلى طمس الهوية الإسلامية لقبائل زمور الأمازيغية المسلمة المجاهدة. وما كاد نبؤها يصل إلى المجاهد الأكبر وقائد معركة التحرير الملك محمد الخامس حتى أعطى أوامره بتشجيع هذه النبتة، وذلك بأن كلف ناظر أحباس سلا بإرسال ثلاثين مصحفا تامة إلى خزانة الجمعية بالمسجد.
ولقد كان لهذه الالتفاتة الكريمة وقع عظيم على أعضاء جمعية حفاظ القرآن الكريم آنذاك، فأذاعته سرا وجهرا جميع أوساط سكان منطقة زمور الذين ابتهجوا لها وفرحوا لحصولها.
وكانت تلك الجمعية تدرس طلبة القرآن مبادئ الدين الإسلامي من «المرشد المعين» لابن عاشر، وكذلك مبادئ النحو و«الأجرومية»، ودروس في السيرة النبوية والوعظ والإرشاد والتوعية، عقب كل صلاة العصر بهذا المسجد المبارك، ولقد استحسن كثير من الطلبة هذا العمل، وطفقوا يتوافدون في الوقت المحدد، وأصبح لهم ولع به. وبموازاة ذلك عمل أفراد الجمعية المذكورة على حث طلبة منطقة الخميسات على الانخراط في صفوف المقاومة ضدالاستعمار الفرنسي الغاشم.

#### قنطرة الديك
من الآثار التي توجد بزمور القنطرة التي كانت مقامة على وادي بهت، أسفل القنطرة الحالية التي بنيت في عهد الحماية على الطريق الوطنية التي تربط الخميسات بمكناس.
ولا تزال آثار القنطرة القديمة بادية للعيان، وقد كانت تسمى «قنطرة الديك»، ولا تزال آثارها تعرف بهذا الاسم حتى اليوم، إذ لا تزال أطلالها قائمة. ويظهر أن تسميتها هذه لم تقع إلا بعد أن سقط وسطها وبقي طرفاها فقط، فكانت الديكة تطير من ضفة إلى أخرى عابرة طرفي القنطرة، فسميت بذلك الاسم. وهذا مما يدل على أن القرية بقيت آهلة بعد سقوط القنطرة، كما يبدو أن هذه القنطرة ربما بنيت في عهد السعديين حيث كانت بقربها دار لأم السلطان. ولا يخفى أن أم السلطان هي أم المنصور الذهبي ذات المشاريع الخيرية العمرانية، لالة مسعودة.

#### دار أم السلطان
دار أم السلطان المنصور الذهبي، وتقع بالقرب من قنطرة الديك، ولاتزال أطلالها شامخة ومتحدية التاريخ بزمانه ومكانه.

## المجال الطبيعي
من أهم الأماكن الطبيعية بالإقليم نجد هناك بحيرة «ضاية رومي» التي تقع على بعد 15 كلم من مدينة الخميسات وتمتد على مساحة 100 هكتار، ويتراوح عمقها ما بين 15 و20مترا، وتتميز بتنوع ثرواتها السمكية، كما أنها مكانا مفضلا بالنسبة لهواة الصيد والزوارق الشراعية، وتعتبر أيضا مكانا للاستجمام وقضاء الوقت بالنسبة لعشاق الراحلات.

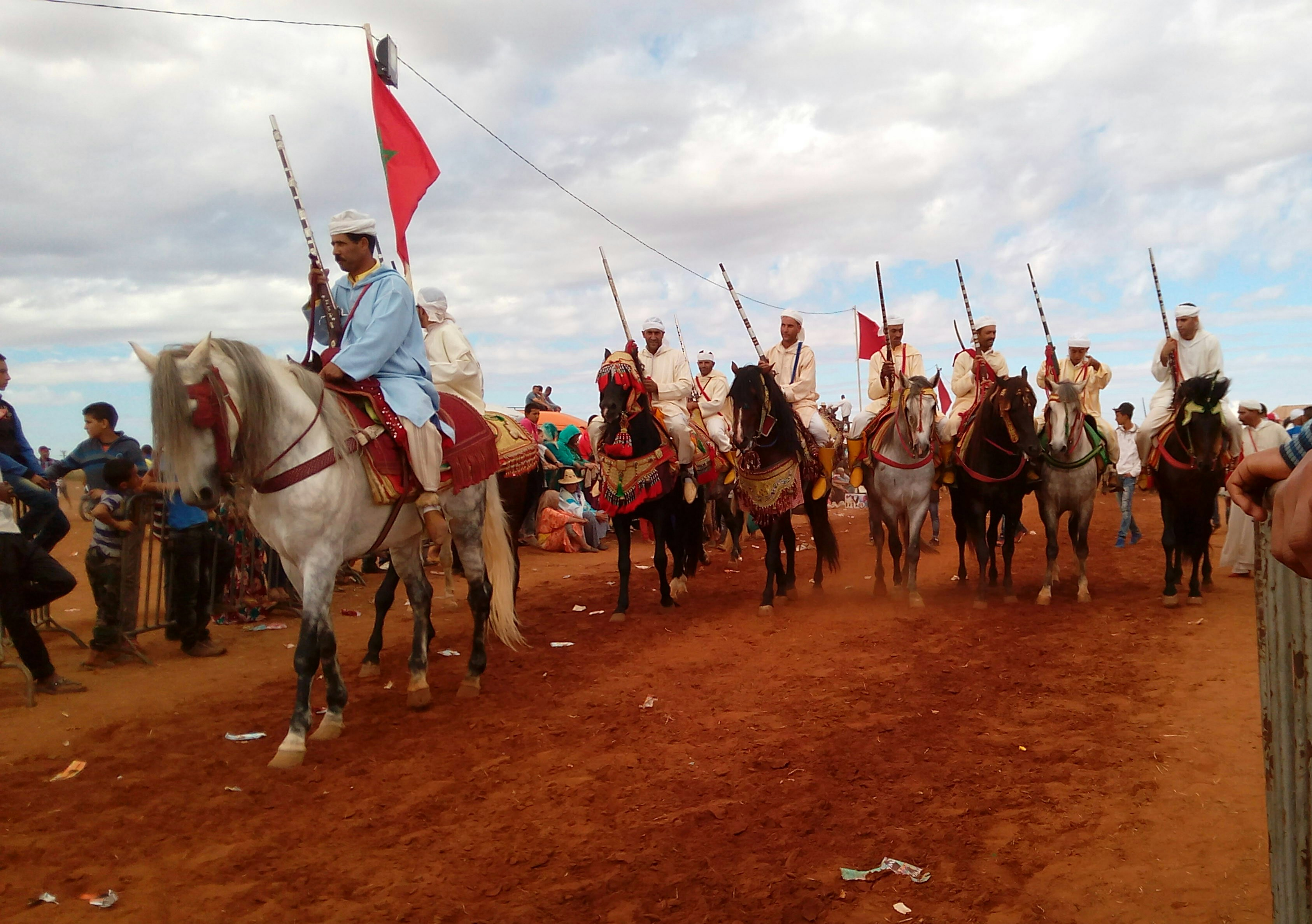
تبوريدة

- سد القنصرة: أنشا سنة 1935 وبعد عن مدينة الخميسات بحوالي 35كلم.
- الغابات: تتميز بتنوع ثرواتها الحيوانية(الطرائد)، وخاصة غابة الحرشة وتيليوين اللواتي يتردد عليهن عدد كبير من الصيادين.
- المحطات الحرارية(والماس وسيدي علي): تعتبر عين لالة حية من العيون الرئيسية بمنطقة والماس نظرا لخصائصها الاستشفائية، ويتوافد عليها سنويا آلاف الزوار خاصة في فصل الصيف.
- المجالات الثقافية والفنية: يتميز إقليم الخميسات بثرات ثقافي وفني عريق ويتضح هذا للعيان من خلال المواسم العديدة التي تنظم على مدار السنة حيث الزائر يستمتع برؤية الفانتازيا ومختلف أنواع الفلكلور الزموري والزياني.

### وصلات خارجية
- قائمة بكل مدن وقرى الإقليم مع الإحداثيات وعدد السكان
- مدونة إدريس بنعمر